# RAAL La Louvière
El Royal Association Athlétique Louviéroise La Louvière (en español: Real Asociación Atlética Louviéroise de La Louvière), abreviado RAAL La Louvière, es un club de fútbol belga de la ciudad de La Louvière, en la provincia de Henao. El club está asociado a la Real Federación Belga con la matrícula n.º 94. A partir de la temporada 2025/26 jugará en la Primera División de Bélgica.

## Historia
Cercle Sportif Couillet se funda en 1919 y se adhiere a la Real Asociación Belga en 1920. En 1934 llega a las categorías nacionales por primera vez. Tras eso, pasará la siguiente décadas en la categorías más modestas del fútbol provincial.
En 1945 el club cambia oficialmente su nombre a Amicale Cercle Sportif Couillet. Unos años más tarde, en 1949, se forma otro club en Couillet, Union Sportive Couillet d'Amérique. Después de unos años como asociación aficionada, se unen a la KBVB en 1952 como club debutante, con matrícula n.º 5580. En 1956, se convierten en miembros de pleno derecho.
En 1962, Amicale Cercle Sportif Couillet recibe el título real y modifica su nombre a Royale Amicale Cercle Sportif Couillet (RACS Couillet). En 1977, ambos clubes finalmente se fusionan. El nuevo club pasa a llamarse Royale Association Cercle Sportif Couillet (tambíén abreviado RACS Couillet), y sigue compitiendo con la matrícula 94 de Amicale Cercle Sportif.
Al principio del siglo XXI, consigue ascender desde las divisiones provinciales. En el año 2000 RACS Couillet ha llegado a la Cuarta División y en 2005 incluso asciende a la Tercera División. Sin embargo en la temporada 2007/08, terminan colistas y descienden a Cuarta División.

### Football Couillet-La Louvière (2009–2011)
En 2009, se decide colaborar con el equipo RAA Louviéroise de la Tercera División, un histórico venido a menos por problemas económicos. No se llega a un acuerdo de fusión, el club RAA Louviéroise desaparece y se cambia el nombre del club de RACS Couillet a Football Couillet-La Louvière, que sigue compitiendo en la Cuarta División con la matrícula 94 de Couillet, desapareciendo la matrícula 93 del club RAA Louviéroise. El equipo sénior juega en el estadio del RAA Louviéroise, Stade du Tivoli en La Louvière. La cantera sigue jugando en el Stade du Fiestaux y otras zonas de Couillet. En el escudo del equipo se incorpora el Lobo del escudo del RAA Louviéroise, y adopta el apodo de "Les Loups" (los lobos). El verde y blanco siguen como los colores del club.

### FC Charleroi (2011-2014)
En la primavera de 2011, el panorama del fútbol de La Louvière y Charleroi volvió a cambiar. El club de fútbol URS du Centre, afiliado a la Real Asociación Belga de Fútbol (KBVB) con matrícula 213, empezó a jugar en el Stade du Tivoli con el nuevo nombre UR La Louvière Centre. El recién reubicado Football Couillet-La Louvière regresó a Charleroi y el nombre pasó a ser Football Club Charleroi (FC Charleroi). También hubo cooperación con el club provincial RFCS Marcinelle, afiliado a la KBVB con matrícula número 301, aunque esto no condujo inmediatamente a una fusión. En el transcurso de la temporada 2011-12, la identidad del club cambió aún más. Se eligieron los colores azul y blanco y se introdujo un logo con un león.
En 2013, la junta se hizo cargo del club de fútbol RJS Heppignies-Lambusart-Fleurus, que atravesaba dificultades económicas. Este club estaba afiliado a la KBVB a través del número de matrícula 5192 y compitió en la Tercera División belga. El primer equipo del FC Charleroi fue transferido a ese club a partir de la siguiente campaña, pasando a llamarse Charleroi Fleurus. Comenzó jugando en Tercera División en Charleroi y también se adoptaron los colores del club y el logo del FC Charleroi. Bajo el número de matrícula 94, quedaría un club "vacío" y el número de matrícula estaba "en venta". Debido a que el presidente Roberto Leone aún no había encontrado un inversor adecuado, se inscribió un equipo para la Cuarta División belga y un equipo juvenil para la temporada 2013-14. En la segunda jornada, el club sufrió una asombrosa derrota por 12-0 ante Sint-Eloois-Winkel Sport. FC Charleroi terminó la temporada en la Cuarta División belga con una derrota por 16-0 contra OMS Ingelmunster. Terminaron la temporada con solo cinco puntos y concedieron 144 goles. El FC Charleroi descendía así a las Ligas Provinciales.

### Racing Charleroi-Couillet-Fleurus (2014-2017)
Después de la temporada hubo un cambio importante en el número de matrícula entre varios clubes valones. El club RFC Sérésien de la Liga Provincial de Lieja (número de matrícula 23) fue adquirido por el club francés de la Ligue 2 FC Metz. Querían ingresar a la Segunda División belga lo antes posible, y debido a que esto llevaría al menos tres temporadas a través de la vía deportiva, estaban buscando un número de matrícula para tomar un atajo a las divisiones superiores. Lo encontraron en la provincia de Henao en el club de Segunda División Boussu Dour Borinage (matrícula 167), que estaba teniendo dificultades financieras. Boussu Dour quería dejar su número de matrícula con la condición de que pudieran hacerse cargo de otro número de matrícula en la serie nacional y conservar su licencia nacional juvenil. Boussu Dour llegó a un acuerdo con Roberto Leone, presidente del relevo del FC Charleroi de Cuarta división (matrícula 94) y del descenso del Charleroi-Fleurus de Tercera división (matrícula n.º 5192, y en posesión de licencia nacional juvenil). Boussu Dour se haría cargo de la matrícula n.º 5192 y continuaría jugando como Francs Borains en la Cuarta División. Seraing United se hizo cargo de la matrícula número 167. 
Debido a la salida de la matrícula número 5192, se retiraron a la matrícula restante número 94 para desarrollar un club en la región alrededor de Charleroi. Administrativamente, se suscribió una fusión con la matrícula redundante número 23 de RFC Sérésien, que así incorporó a la fusión su licencia nacional juvenil. El club de fusión se llamó RC Charleroi-Couillet-Fleurus (RCCF) y continuó jugando con el número de matrícula 94. Debido al descenso del FC Charleroi, la RCCF comenzó en 2014-15 en la Liga Provincial de Henao. 
Después de solo una temporada, el club volvió a jugar en la Cuarta División y pudo lograr el ascenso a la Tercera División a través de la ronda final, que luego se convirtió en la Segunda División Aficionada de Bélgica para la temporada 2016-17. El club, sin embargo, solo superó a UR Namur en la tabla y descendió después de una temporada.

### RAAL La Louvière (2017-presente)
Mientras tanto, después de la desintegración del histórico RAA La Louvière en clubes de nivel inferior en Charleroi, el URS Centre se convirtió en el club principal de La Louvière y tomó el nombre de UR La Louvière Centre. Sin embargo, no todo el mundo pensó que este club era realmente el sustituto del RAAL. Bajo la iniciativa del exfutbolista Salvatore Curaba, se asumió el número de matrícula del Racing Charleroi Couillet Fleurus y se cambió el nombre a RAAL La Louvière, y el club regresó a la ciudad de La Louvière. En la temporada 2017-18, el club comenzó a competir en la Tercera División Aficionada (quinto nivel del fútbol belga), donde el club ganó inmediatamente el título en su temporada inaugural.
Tras cuatro temporadas compitiendo a buen nivel en la División 2, asciende como campeón a la División Nacional 1 al término de la campaña 2021/22.
En la temporada 2023/24 solo perdió 3 partidos y ascendió a falta de 9 jornadas a la Challenger Pro League.

## Resultados
| Temporada                              | División | División | División | División | División | División | División | Denominación                                          | Puntos                                                | Observaciones |
|                                        | I        | I        | II       | III      | P.I      | P.II     |          | desde 1926/27 hay 3 niveles nacionales                | desde 1926/27 hay 3 niveles nacionales                | desde 1926/27 hay 3 niveles nacionales |
| -------------------------------------- | -------- | -------- | -------- | -------- | -------- | -------- | -------- | ----------------------------------------------------- | ----------------------------------------------------- | --- |
| en Provincial desde 1919 a 1934        |          |          |          |          |          |          |          |                                                       |                                                       | |
| como ACS Couillet                      |          |          |          |          |          |          |          |                                                       |                                                       | |
| 1934/35                                |          |          |          | 11       |          |          |          | Tercera C                                             | 24                                                    | |
| 1935/36                                |          |          |          | 11       |          |          |          | Tercera B                                             | 19                                                    | |
| 1936/37                                |          |          |          | 12       |          |          |          | Tercera A                                             | 21                                                    | |
| en Provincial hasta 2000               |          |          |          |          |          |          |          |                                                       |                                                       | |
|                                        | I        | I        | II       | III      | IV       | P.I      | P.II     | desde 1952/53 hay 4 niveles nacionales                | desde 1952/53 hay 4 niveles nacionales                | desde 1952/53 hay 4 niveles nacionales |
| como RACS Couillet                     |          |          |          |          |          |          |          |                                                       |                                                       | |
| 2000/01                                |          |          |          |          | 13       |          |          | Cuarta D                                              | 32                                                    | salvado en play-off después de ganar contra KRC Boortmeerbeek                                                                                       |
| 2001/02                                |          |          |          |          | 13       |          |          | Cuarta D                                              | 27                                                    | salvado en play-off después de ganar contra KVV Heusden                                                                                             |
| 2002/03                                |          |          |          |          | 6        |          |          | Cuarta D                                              | 46                                                    | |
| 2003/04                                |          |          |          |          | 4        |          |          | Cuarta D                                              | 54                                                    | |
| 2004/05                                |          |          |          |          | 3        |          |          | Cuarta D                                              | 54                                                    | derrota en la última ronda final por el ascenso contra UR Namur, pero aun así ascendió por la fusión de Verbroedering Denderhoutem y FC Denderleeuw |
| 2005/06                                |          |          |          | 12       |          |          |          | Tercera B                                             | 35                                                    | |
| 2006/07                                |          |          |          | 5        |          |          |          | Tercera B                                             | 45                                                    | |
| 2007/08                                |          |          |          | 16       |          |          |          | Tercera A                                             | 19                                                    | |
| 2008/09                                |          |          |          |          | 13       |          |          | Cuarta A                                              | 32                                                    | salvado en la ronda final tras ganar al Londerzeel SK                                                                                               |
| como Football Couillet La Louvière     |          |          |          |          |          |          |          |                                                       |                                                       | |
| 2009/10                                |          |          |          |          | 10       |          |          | Cuarta A                                              | 31                                                    | |
| 2010/11                                |          |          |          |          | 10       |          |          | Cuarta A                                              | 37                                                    | |
| como FC Charleroi                      |          |          |          |          |          |          |          |                                                       |                                                       | |
| 2011/12                                |          |          |          |          | 3        |          |          | Cuarta D                                              | 57                                                    | derrota en la última ronda final por el ascenso contra KSV Temse                                                                                    |
| 2012/13                                |          |          |          |          | 12       |          |          | Cuarta D                                              | 33                                                    | |
| 2013/14                                |          |          |          |          | 16       |          |          | Cuarta A                                              | 5                                                     | |
| como Racing Charleroi-Couillet-Fleurus |          |          |          |          |          |          |          |                                                       |                                                       | |
| 2014/15                                |          |          |          |          |          | 4        |          | 1º Prov.Henegouwen                                    | 60                                                    | |
| 2015/16                                |          |          |          |          | 5        |          |          | Cuarta B                                              | 48                                                    | ascenso tras ganar en la ronda final al RES Couvin-Mariembourg                                                                                      |
|                                        | 1A       | 1B       | 1Am      | 2Am      | 3Am      | P.I      | P.II     | desde 2016-17 hay 3 niveles nacionales y 2 regionales | desde 2016-17 hay 3 niveles nacionales y 2 regionales | desde 2016-17 hay 3 niveles nacionales y 2 regionales                                                                                               |
| 2016/17                                |          |          |          | 15       |          |          |          | Segunda div. Afic                                     | 26                                                    | |
| como RAAL La Louvière                  |          |          |          |          |          |          |          |                                                       |                                                       | |
| 2017/18                                |          |          |          |          | 1        |          |          | Tercera div. Afic                                     | 69                                                    | |
| 2018/19                                |          |          |          | 7        |          |          |          | Segunda div. Afic                                     | 46                                                    | |
| 2019/20                                |          |          |          | 3        |          |          |          | Segunda div. Afic                                     | 46                                                    | Competición cancelada antes de tiempo debido a la pandemia de covid-19                                                                              |
| 2020/21                                |          |          |          | 2        |          |          |          | Segunda div. Afic                                     | 9                                                     | Competición cancelada antes de tiempo debido a la pandemia de covid-19                                                                              |
| 2021/22                                |          |          |          | 1        |          |          |          | División 2                                            | 78                                                    | ascenso |
| 2022/23                                |          |          | 4        |          |          |          |          | División Nacional 1                                   | 73                                                    | |
| 2023/24                                |          |          | 1        |          |          |          |          | División Nacional 1                                   | 83                                                    | ascenso |
| 2024/25                                |          | 2        |          |          |          |          |          | Segunda División                                      | 59                                                    | ascenso |

## Palmarés
- División Nacional 1 de Bélgica: 1

2023/24
- División 2: 1

2021/22
- Tercera División Aficionada: 1

2017/18